# Spooman
Spooman (* 13. April 1974 in Chur; bürgerlicher Name Jakob Felix) ist ein Schweizer Rapper.

## Karriere
Felix hatte seine ersten Kontakte mit Rap um 1987. 1990 war er Mitgründer der legendären AOH-Family, welche 1998 die mittlerweile vergriffene CD Chill herausbrachte. 1994 hat er zusammen mit Shape, Shark und ZORA die Crew Wrecked Mob gegründet. Die Zusammenarbeit zwischen Spooman und Shape wurde immer enger, daraus entstand das Dynamic Duo. Sie brachten 1999 die CD Vollkontakthiphop heraus, die 2004 wiederveröffentlicht wurde. 
Im Jahre 2001 und 2002 brachte Spooman zwei Solo CDs heraus (Brennsprit, Casino). Gastauftritte auf den zwei CDs haben Personen wie Samy Deluxe, Bligg, Lexx, Shark, Shape, Gleis 2, Tza und ZORA. 
Danach kamen Shape und Spooman wieder als Dynamic Duo zusammen und brachten 2004 die CD Veni, Vidi, Vici auf den Markt, produziert wurde die Platte von DJ Def Cut. Die beiden Musiker sind ihrem Stil treu geblieben und „bekämpfen“ die Entwicklung des Raps. Dies ist so zu verstehen, dass die Entwicklung des Raps in eine den ursprünglichen Absichten diametral entgegengesetzte Richtung geht: Sich verbal auseinanderzusetzen, statt mit (Waffen-)Gewalt Probleme zu lösen. Diese und andere Entwicklungen werden auf dieser CD kritisiert. 2005 erschien mit Absolut das dritte Soloalbum, das von Spooman als letztes angekündigt wurde. 
Vier Jahre später feierte Spooman ein Comeback, zu welchem er das Soloalbum Irie Eye veröffentlicht. Danach folgte mit Shape das Kollaboalbum Championssound, das die erste Dynamic Duo-Veröffentlichung seit sechs Jahren darstellt.
2007 nahm Spooman mit den Luzerner Rappern Emm und Steven Egal den Song Ei Stadt i de Schwiiz RMX auf. Bei dem Song handelt es sich um ein Projekt des Dachverbandes der Fans des FC Luzern, den United Supporters Luzern. Der Reinerlös fliesst vollumfänglich in die Choreokasse der USL.

## Diskografie
- 2001: Brennsprit
- 2002: Casino
- 2005: Absolut
- 2009: Irie Eye
- 2011: Superfresh

### MitAOH-Family
- 1998: Chill - Queen of the City

### MitWrecked Mob
- 1996: Microphone Testa
- 1998: Mission Possible
- 2000: Läbenslauf

### MitShapealsDynamic Duo
- 1999: Vollkontakthiphop
- 1999: Irie Tape Vol. 1 (DD Freestyle Tape)
- 2000: Irie Tape Vol. 2 (DJ Sare / DJ C da Prime)
- 2002: Irie Tape Vol.3 (DJ Sare)
- 2004: Vollkontakthiphop (Re-Release mit Shape als Dynamic Duo)
- 2004: Veni, Vidi, Vici (mit Shape als Dynamic Duo)
- 2010: Championsound (mit Shape als Dynamic Duo)